# Полковий суддя
Полкови́й суддя́ — представник військової та цивільної адміністрації полку в Гетьманщині у 2-й пол. 17-18 ст. Полковий суддя відав судовими справами в полку, хоч вища судова влада на території полку належала полковнику. За відсутності полковника міг виконувати його функції. Полковому судді належала судова печатка й підпорядковувалася судова канцелярія.
Номінально очолював полковий суд, але вирішальне слово залишалося за полковником. На засіданнях цього суду головували або полковий суддя або сам полковник. У полковому суді розглядалися кримінальні та цивільні справи, вирішувалася переважна більшість справ першої інстанції, переглядалися рішення сотенних судів.
Спочатку полкові судді обирались на полкових радах, як і вся інша полкова старшина. Однак, згодом, незважаючи, що ця посада продовжувала вважатися виборною, її займали особи, призначені полковником (за погодженням зі старшиною) та затверджені гетьманом. Призначення оформлювалось гетьманським універсалом чи полковницьким листом.